# Recombineering
Recombineering (från engelskans "recombination-mediated genetic engineering") är en genetisk och molekylärbiologisk teknik baserad på homolog rekombination, till skillnad från de äldre och mer vanliga metoderna att med hjälp av restriktionsenzymer och ligas sammanfoga DNA-sekvenser i en specifik ordning. Recombineering används ofta inom bakteriell genetik, för att skapa vektorer för att göra knockoutmöss, för att modifiera DNA klonat på plasmider i bakterier, samt inom andra applikationer.

## Utveckling
Trots att det utvecklats i bakterier kom mycket av inspirationen till recombineering-tekniker från metoder som utvecklades i jästen Saccharomyces cerevisiae där en linjär plasmid kunde användas för att slå ut gener eller klona gener från kromosomen. Dessutom visades rekombination med enkelsträngade oligonukleotider för första gången i Saccharomyces cerevisiae. Rekombination kunde observeras med oligonukleotider så korta som 20 baser.
Recombineering är baserad på homolog rekombination i Escherichia coli med hjälp av proteiner från bakteriofager, antingen RecE/RecT från Rac-profagen eller Redαβδ från bakteriofag lambda. Det mest använda systemet för recombineering är idag "Lambda Red", baserat på Redαβδ, och de första demonstrationerna av Lambda Red in vivo gjordes av Kenan Murphy och Francis Stewart, oberoende av varandra. Murphys experiment krävde dock uttryck av RecA och långa sträckor homologi, och på grund av detta var potentialen i denna nya DNA-teknik inte uppenbar. Stewart-labbet kunde visa att dessa system för homolog rekombination effektivt kunde mediera rekombination av linjära DNA-molekyler flankerade av homologa sekvenser så korta som 30 baspar (40-50 baspar är dock effektivare) till målsekvenserna även utan uttryck av RecA. Nu kunde dessa homologier genereras genom syntetiska oligonukleotider gjorda på beställning, vilket kraftigt utökade nyttan av recombineering.

## Recombineering med dsDNA
Recombineering använder ett linjärt DNA-substrat som är antingen dubbelsträngat (dsDNA) eller enkelsträngat (ssDNA). Recombineering  med dubbelsträngat DNA har använts för att ersätta gener, ta bort gener, infoga gener, samt generera inversioner. Genkloning och märkning av gener/proteiner (His-taggar etc.,) är en annan vanlig tillämpning. För att ersätta eller ta bort gener används oftast en kassett som innehåller en gen som kodar för resistens mot en viss antibiotika, genererad med hjälp av PCR med primer som innehåller lämpliga homologier. Dessa primers består av (från 5'→3') 40-50 baser av homologi till den genetiska regionen där kassetten ska införas, följt av cirka 20 baser som binder till resistenskassetten. Den exakta övergångssekvensen vid skarven mellan genomisk sekvens och infogad resistenskassett bestäms genom primerdesign. Integrering genom homolog rekombination uppstår ofta vid en frekvens av cirka 104/108celler som överlever elektroporeringen. Elektroporering är den metod som används för att föra in det linjära DNA-fragmentet i de mottagande cellerna.

### Selektion/motselektionstekniker
I vissa fall är det önskvärt att ta bort en gen utan att lämna kvar en genetisk markör, att skapa en genfusion, eller att skapa en punktmutation i en viss gen. Detta kan göras genom två omgångar rekombination. I det första steget av recombineering sätts en selektionsmarkör på en kassett in för att ersätta den genetiska regionen som ska ändras. I det andra steget selekterar man mot en toxisk motselektionsmarkör (t.ex. sacB) på kassetten efter införandet av nytt DNA-fragment som innehåller den önskade ändringen. Alternativt kan den infogade sekvensen vara flankerad av loxP eller FRT-sekvenser, som kan tas bort senare genom uttryck av Cre eller FLP-rekombinas.

## Recombineering med ssDNA
Recombineering med ssDNA var ett genombrott, både i effektivitet och med avseende på enkelhet att göra punktmutationer. Denna teknik förbättrades ytterligare av upptäckten att man genom att undvika cellens metyleringsstyrda DNA-reparationssystem kan öka frekvensen rekombinanter till över 107/108 levande celler. Denna frekvens är tillräckligt hög för att möjliggöra ändringar utan selektion. Med optimerade protokoll kan över 50% av de celler som överlever elektroporeringen innehålla den önskade förändringen. Recombineering med ssDNA kräver enbart Red Beta-protein, Exo -, Gamma och den mottagande cellens rekombinationsproteiner behövs inte. Eftersom proteiner homologa med Beta och RecT finns i många bakterier och bakteriofager (>100 februari 2010), är det sannolikt att recombineering kan fungera i många olika sorters bakterier. Detta medför att recombineering med ssDNA utökar de genetiska verktyg som finns tillgängliga för forskning i en rad olika organismer. Hittills har recombineering utförts i E. coli, S. enterica, Y. pseudotuberculosis, S. cerevisiae och M. tuberculosis.

## Red-Independent recombination
År 2010 visades det att ssDNA rekombination kan ske även i frånvaro av kända rekombinationsfunktioner.

## Fördelar med recombineering
Den största fördelen med recombineering är att det är en teknik som är oberoende av lämpligt placerade restriktionssekvenser, medan DNA-modifiering genom konventionell genteknik ofta begränsas av tillgången av unika restriktionssekvenser. För att kunna göra stora genetiska konstruktioner >100 kb, exempelvis Bakteriella Artificiella Kromosomer (BACs), eller kromosomer, har recombineering blivit en nödvändighet. Recombineering kan skapa de önskade ändringarna utan att lämna några 'fotspår' eller 'ärr' i sekvensen. Det tar också bort flera kloningssteg för att skapa mellanstegs-vektorer och används därför för att modifiera DNA-konstruktioner på en relativt kort tid. Den homologi som krävs är kort nog att genereras i syntetiska oligonukleotider, och rekombination med enbart korta oligonukleotider är otroligt effektiv. Recombineering har också automatiserats i en process som kallas "MAGE" - Multiplex Automated Genome Engineering, i George Church lab.